# Orgullo de Reikiavik
El Orgullo de Reikiavik (conocido en islandés como «Hinsegin daga») es un festival en celebración de la población LGBT que se realiza de forma anual en Reikiavik, Islandia. La festividad, que se realiza desde 1999, tiene lugar a mediados de agosto y dura alrededor de una semana. El evento final de la celebración es una marcha del orgullo LGBT, que inicia en el centro urbano y finaliza en el parque Hljómskálagarðurinn.
El festival es el evento anual más grande de Islandia y reúne en cada edición a más de 100 000 personas, lo que equivale aproximadamente a la tercera parte de la población total del país. Por esta razón, es conocido como «el más grande orgullo pequeño del mundo». En 2011, el festival recibió el Premio de Derechos Humanos de la ciudad de Reikiavik, entregado de forma anual a una organización, individuo o grupo como galardón por sus contribuciones a causas humanitarias.
A diferencia de otros festivales similares, el Orgullo de Reikiavik fue concebido desde su creación como un festival familiar, por lo que no es común el consumo de alcohol durante el mismo.

## Historia
Uno de los antecedentes del Orgullo de Reikiavik tuvo lugar en 1993, cuando se desarrolló la primera protesta pública de personas LGBT en la historia del país. La protesta ocurrió en el centro urbano de Reikiavik pero no se realizó en honor al Orgullo LGBT, sino como forma de demandar igualdad de derechos y libertades. Este evento se repitió en 1994.
La primera celebración oficial del Orgullo de Reikiavik tuvo lugar el 26 de junio de 1999, cuando la organización LGBT Samtökin '78 organizó el «Fin de semana queer» en honor al trigésimo aniversario de los Disturbios de Stonewall. Esta primera celebración tuvo una concurrencia de 1500 personas y se desarrolló en la plaza Ingólfstorgi. Al año siguiente, el festival contó por primera vez con una marcha del orgullo, que reunió a 12 000 personas.
Durante sus diez primeras ediciones, la marcha del orgullo se desarrolló en la calle Laugavegur, de gran importancia en la historia LGBT del país por haber sido el sitio en que se ubicaban los bares Laugavegur 11 y Laugavegur 22, además de las instalaciones de la organización LGBT Samtökin '78. A partir de 2010, la marcha fue cambiada a su ruta actual, lo que permitió que muchas más personas pudieran asistir debido debido a que se eligió una calle más amplia.

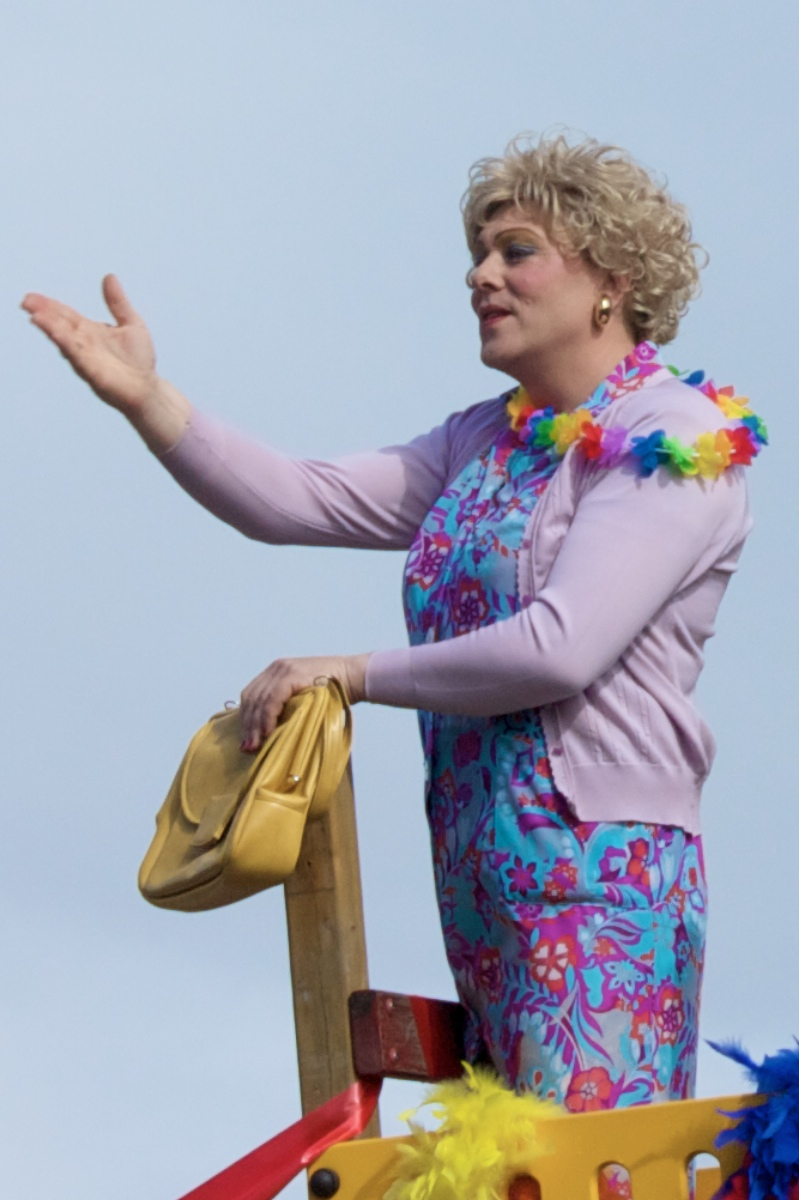
Jón Gnarr, alcalde de Reikiavik, durante la marcha del orgullo de 2010.

En el festival de 2010, el alcalde de Reikiavik, Jón Gnarr, asistió a la marcha del orgullo utilizando un vestido y haciendo drag. Gnarr continuó asistiendo en drag a la marcha del orgullo en los años siguientes.
En 2020 y 2021 el festival se desarrolló de forma virtual y la marcha del orgullo se canceló debido a la pandemia de COVID-19.